# Koningin Alexandrinebrug
De Koningin Alexandrinebrug (Deens: Dronning Alexandrines Bro) of Mønbrug (Deens: Mønbroen) is een brug bij Kalvehave in Denemarken. De brug verbindt sinds 30 mei 1943 de eilanden Seeland en Møn met elkaar. 
Koningin Alexandrine was de vrouw van koning Christiaan X van Denemarken, die van 1912 tot 1947 koning van Denemarken was.
Over de brug loopt de Primærrute 59. Deze weg loopt van Vordingborg op Seeland naar Stege op Møn.
De brug is sinds 2011 afgebeeld op het bankbiljet van 500 Deense kroon.

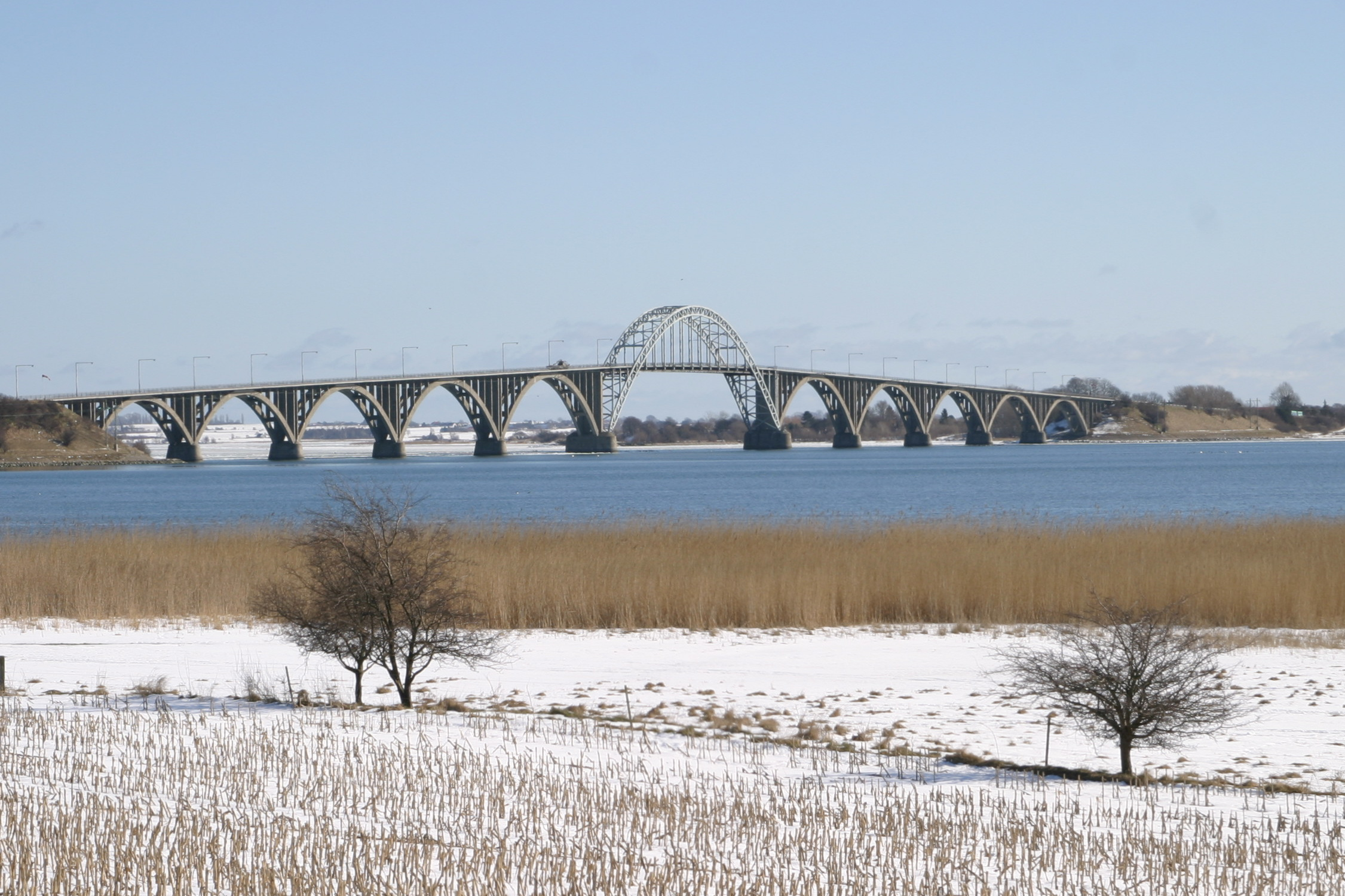
De brug gezien vanaf de wal